# كلب جبال البيرينيه

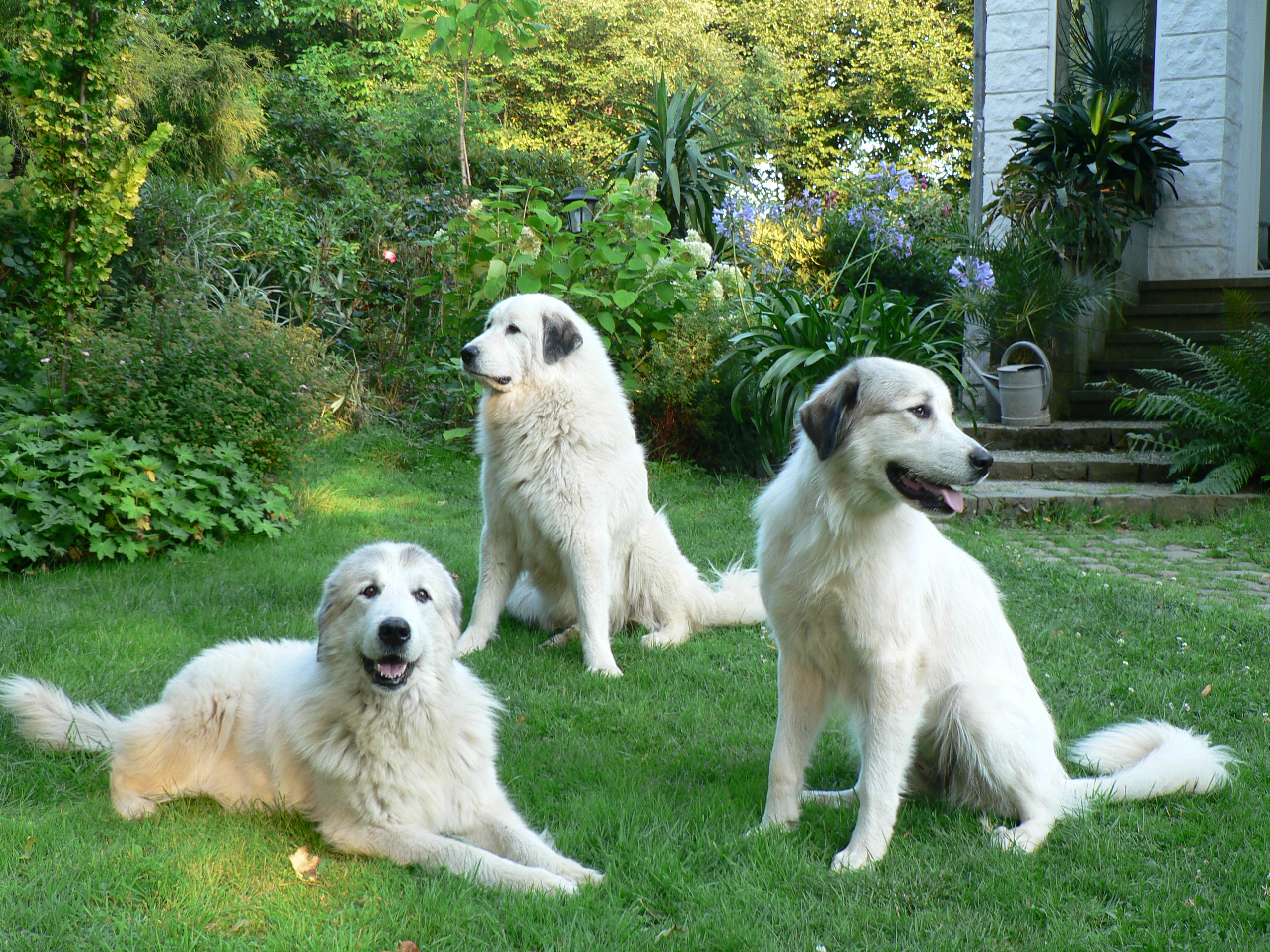
عائلة من ثلاثة أجيال: الجدة والأم والابن.

كلب جبال البيرينيه (المعروف بالفرنسية باسم (باتو) أو باستو وهي سلالة قديمة من كلاب الراعي، تستخدم في جنوب غرب فرنسا وشمال شرق إسبانيا، وخاصة جبال البرانس لحماية الاغنام والماعز من الحيوانات المفترسة، ولا سيما الدببة التي تعيش هناك. وهو كلب كبير قوي البنية ذو شعر طويل وفرو أبيض، ذُكر في العديد من كتابات القرن الرابع عشر وقد حُدّدت سلالته في بداية القرن العشرين.
أصبحت السلالة مشهورة من خلال المسلسل التلفزيوني الفرنسي بيل وسيباستيان في عام 1965.

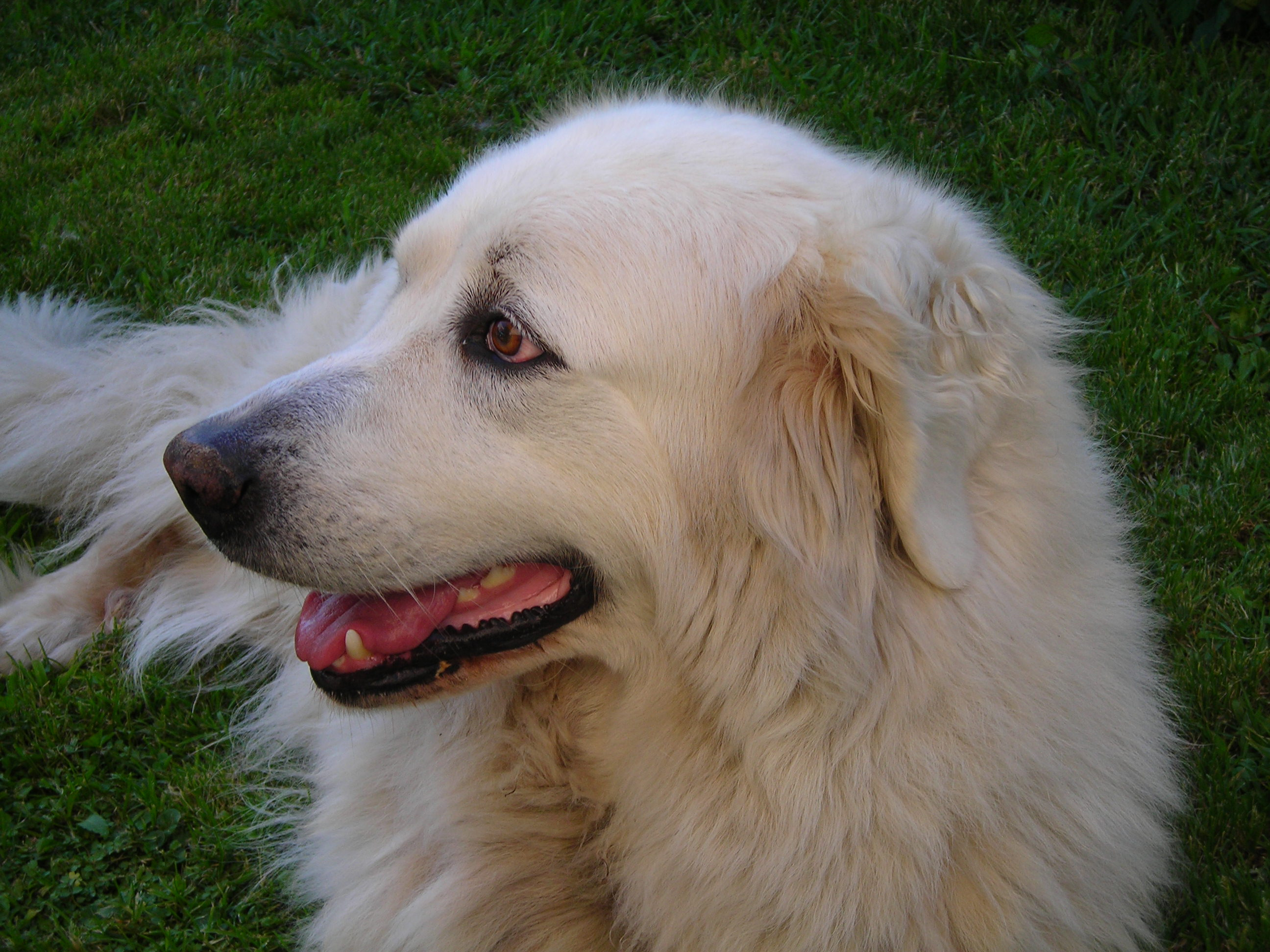
كلب جبال البيرينيه.

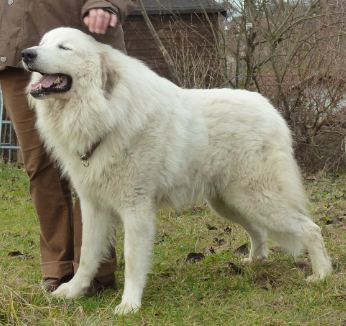
كلب بالغ من العمر سنتين ونصف.
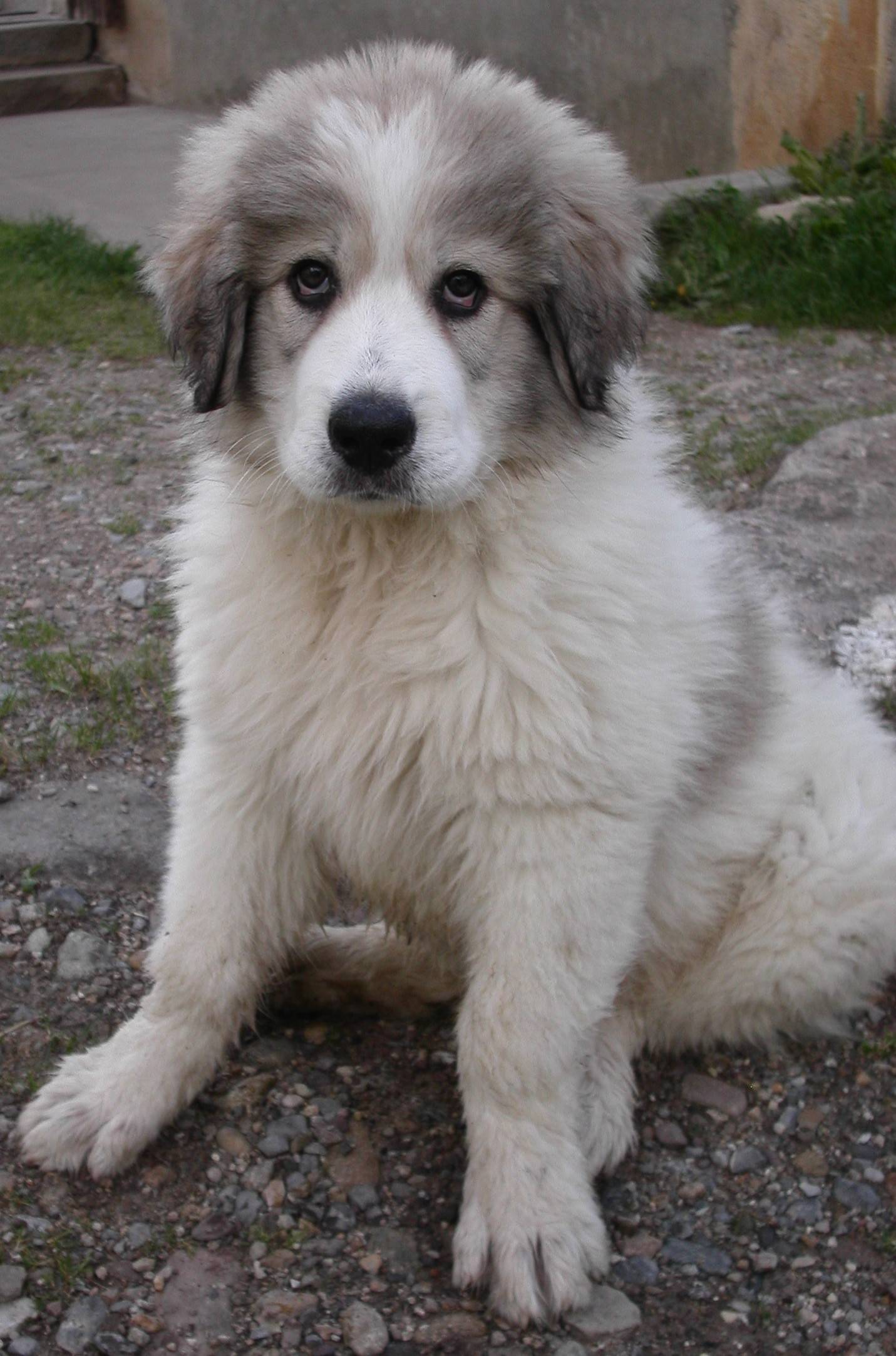
جرو عمره شهرين.